# Добре-Място (гмина)
Добре-Място (пол. Dobre Miasto) — городско-сельская гмина (волость) в Польше, входит как административная единица в Ольштынский повят, Варминьско-Мазурское воеводство. Население — 16 014 человек (на 2004 год).

## Демография
Данные по переписи 2004 года:
| Перепись                       | Всего   | Всего | Женщины | Женщины | Мужчины | Мужчины |
| ------------------------------ | ------- | ----- | ------- | ------- | ------- | ------- |
| Единицы                        | человек | %     | человек | %       | человек | %       |
| Население                      | 16 014  | 100   | 8211    | 51,3    | 7803    | 48,7    |
| Плотность населения (чел./км²) | 61,9    | 61,9  | 31,7    | 31,7    | 30,2    | 30,2    |

## Солецтва
В состав гмины входит город Добре-Място и 22 солецтва:
1. Барциково
2. Бзовец
3. Глотово
4. Есёново
5. Кабикеймы
6. Кабикеймы-Дольне
7. Кнопин
8. Косынь
9. Куник
10. Ленгно
11. Мавры
12. Мендзылесе
13. Нова-Весь-Мала
14. Ожехово
15. Пётрашево
16. Подлесьна
17. Праслиты
18. Свободна
19. Смоляйны
20. Стары-Двур
21. Урбаново
22. Церкевник

Населённые пункты Вихрово и Клудка не имеют статуса солецтв.

## Соседние гмины
1. Гмина Дывиты
2. Гмина Езёраны
3. Гмина Лидзбарк-Варминьски
4. Гмина Любомино
5. Гмина Свёнтки